# Чемпионат мира по футболу 1978
Чемпионат мира по футболу 1978 — 11-й чемпионат мира по футболу. Турнир прошёл в Аргентине в июне 1978 года. Чемпионом мира по футболу впервые стала сборная Аргентины.
Этот турнир был омрачён рядом скандалов, включая договорные матчи и предполагаемое вмешательство авторитарного правительства аргентинской военной хунты, которое использовало этот чемпионат как возможность для националистической пропаганды, а также для своей легитимации в мире.

## Выбор места проведения
Аргентина была выбрана в качестве принимающей страны 6 июля 1966 года на Конгрессе ФИФА в Лондоне. Главный конкурент — Мексика сняла свою заявку после того, как двумя годами ранее получила право проведения чемпионата 1970 года.
Логотип турнира основан на фирменном жесте президента Аргентины Хуана Перона: приветствие толпы с вытянутыми над головой руками. Это был один из самых известных популистских образов Перона. Дизайн был создан в 1974 году, за два года до военного переворота 1976 года. Военное руководство знало, что логотип чемпионата мира символизирует жест Перона, и пыталось изменить его. К этому моменту дизайн уже был широко коммерциализирован и товар уже был произведён: принудительная модификация «вызовет море судебных исков против страны», поэтому у военных не было другого выбора, кроме как отказаться от своих попыток противостоять этому.
Денежные затраты на подготовку к проведению чемпионата мира по футболу оценивались в 700 миллионов долларов, включая строительство трёх новых стадионов и реконструкцию трёх других, строительство пяти пресс-центров, новую систему связи стоимостью 100 миллионов долларов и улучшения транспортных систем.

## Отборочный турнир
В отборочном турнире впервые в истории приняли участие свыше 100 сборных. Сборная Аргентины получила автоматическую путёвку в финальный турнир как представители страны-организатора, а сборная ФРГ — как действующие чемпионы мира.
Впервые в финальном турнире приняли участие Иран и Тунис. Австрия прошла отбор впервые с 1958 года, а Франция, Испания и Венгрия — с 1966 года.

## Участники финального турнира
| АФК и ОФК (1) - Иран КАФ (1) - Тунис | КОНКАКАФ (1) - Мексика КОНМЕБОЛ (3) - Аргентина (хозяева) - Бразилия - Перу | УЕФА (10) - Австрия - Франция - Венгрия - Италия - Нидерланды - Польша - Шотландия - Испания - Швеция - ФРГ |  |

## Города и стадионы
Турнир прошёл на шести стадионах в пяти городах Аргентины:
| Буэнос-Айрес        | Буэнос-Айрес                                         | Кордова                                              |
| ------------------- | ---------------------------------------------------- | ---------------------------------------------------- |
| Монументаль         | Хосе Амальфитани                                     | Шато-Каррерас                                        |
| Вместимость: 74 624 | Вместимость: 49 318                                  | Вместимость: 46 986                                  |
|                     |                                                      |                                                      |
| Мар-дель-Плата      | Буэнос-Айрес Кордова Мар-дель-Плата Росарио Мендоса  | Буэнос-Айрес Кордова Мар-дель-Плата Росарио Мендоса  |
| Хосе Мария Минелья  | Буэнос-Айрес Кордова Мар-дель-Плата Росарио Мендоса  | Буэнос-Айрес Кордова Мар-дель-Плата Росарио Мендоса  |
| Вместимость: 43 542 | Буэнос-Айрес Кордова Мар-дель-Плата Росарио Мендоса  | Буэнос-Айрес Кордова Мар-дель-Плата Росарио Мендоса  |
|                     | Буэнос-Айрес Кордова Мар-дель-Плата Росарио Мендоса  | Буэнос-Айрес Кордова Мар-дель-Плата Росарио Мендоса  |
| Росарио             | Буэнос-Айрес Кордова Мар-дель-Плата Росарио Мендоса  | Буэнос-Айрес Кордова Мар-дель-Плата Росарио Мендоса  |
| Хиганте де Арройито | Буэнос-Айрес Кордова Мар-дель-Плата Росарио Мендоса  | Буэнос-Айрес Кордова Мар-дель-Плата Росарио Мендоса  |
| Вместимость: 45 645 | Буэнос-Айрес Кордова Мар-дель-Плата Росарио Мендоса  | Буэнос-Айрес Кордова Мар-дель-Плата Росарио Мендоса  |
|                     | Буэнос-Айрес Кордова Мар-дель-Плата Росарио Мендоса  | Буэнос-Айрес Кордова Мар-дель-Плата Росарио Мендоса  |
| Мендоса             | Стадионы в Буэнос-АйресеМонументаль Хосе Амальфитани | Стадионы в Буэнос-АйресеМонументаль Хосе Амальфитани |
| Сьюдад де Мендоса   | Стадионы в Буэнос-АйресеМонументаль Хосе Амальфитани | Стадионы в Буэнос-АйресеМонументаль Хосе Амальфитани |
| Вместимость: 34 954 | Стадионы в Буэнос-АйресеМонументаль Хосе Амальфитани | Стадионы в Буэнос-АйресеМонументаль Хосе Амальфитани |
|                     | Стадионы в Буэнос-АйресеМонументаль Хосе Амальфитани | Стадионы в Буэнос-АйресеМонументаль Хосе Амальфитани |

## Судьи
АФК
- Фарук Бузо[англ.]
- Джафар Намдар[англ.]
- Авраам Клейн[англ.]

КАФ
- Юссу Н’Диай[фр.]

КОНКАКАФ
- Альфонсо Гонсалес Арчундия[исп.]

КОНМЕБОЛ
- Рамон Баррето
- Арналдо Сезар Коэльо[англ.]
- Анхель Норберто Коэресса[исп.]
- Сесар Ороско[исп.]
- Хуан Сильвагно Каванна[исп.]

УЕФА
- Фердинанд Биверзи[англ.]
- Чарльз Корвер[англ.]
- Жан Дюбаш[фр.]
- Ульф Эрикссон[англ.]
- Антониу Гарриду[англ.]
- Джон Гордон[англ.]
- Серджо Гонелла
- Алойзи Яргуз[англ.]
- Эрих Линемайр[англ.]
- Душан Максимович[венг.]
- Анхель Франко Мартинес[англ.]
- Карой Палотаи
- Пат Партридж[англ.]
- Адольф Прокоп[англ.]
- Николае Райня
- Франсис Рион[англ.]
- Клайв Томас[англ.]
- Робер Вюрц[англ.]

## Формат
Формат турнира остался таким же, как и четыре года тому назад в ФРГ: 16 команд, пробившихся в финальную часть турнира, были поделены на 4 группы. За победу начислялось 2 очка, в случае ничьей — по одному очку. В случае равенства очков для определения итогового места в группе учитывалась разница забитых и пропущенных мячей. Первые две команды из каждой группы проходили во второй раунд, где команды также разделялись на две группы по 4 команды. Победители групп второго раунда попадали в финал, а занявшие вторые места — играли матч за третье место. На этом чемпионате мира впервые была предусмотрена серия послематчевых пенальти в случае ничьей в основное и дополнительное время, однако и матч за третье место, и финальный поединок определили победителей до истечения 120 минут игры, поэтому на практике серия пенальти не была использована. Лишь на следующем чемпионате мира 1982 года в полуфинальном матче между Францией и ФРГ серия пенальти впервые определила победителя.

## Обзор турнира

### Первый раунд
Первый раунд не обошёлся без сенсаций. В группе № 2 сборная Польши финишировала в своей группе на первом месте, обойдя действующих чемпионов мира сборную ФРГ. Определённый сюрприз преподнесла сборная Туниса, уверенно обыграв в первом матче сборную Мексики, став тем самым первой африканской командой в истории чемпионатов мира, одержавшей победу в матче финальной стадии. Кроме того, сборная Туниса сумела сыграть вничью со сборной ФРГ, но в группе заняла третье место и покинула чемпионат.
В группе № 4 сборная Перу заняла первое место, обыграв сборную Шотландии 3:1 и дебютанта финальной части сборную Ирана (4:1), а также сыграв вничью со сборной Нидерландов, которая в итоге заняла в этой группе второе место. В составе перуанцев вновь, как и 8 лет назад, блистал полузащитник Теофило Кубильяс, забив 2 мяча в ворота сборной Шотландии и оформив хет-трик в матче с одним из дебютантов финальной части сборной Ирана. Полузащитник сборной Шотландии Вилли Джонстон был уличён в применении запрещённых стимуляторов и был дисквалифицирован.
Ещё одна сенсация случилась в группе № 3, в которой сборная Австрии финишировала на первом месте, опередив трёхкратных чемпионов мира сборную Бразилии. Австрийцы обыграли сборную Испании 2:1 и сборную Швеции 1:0, в то время как бразильцы сыграли с этими же командами вничью 0:0 и 1:1 соответственно. Очень много споров вызвал ничейный матч со шведами. На последней минуте матча бразильцы заработали угловой и сначала долго решали кто будет его подавать, затем боковой судья попросил передвинуть мяч на линию углового, однако и на сей раз бразильцы не смогли выполнить подачу углового, так как бразильский игрок Рейналдо слишком активно мешал шведскому вратарю Ронни Хельстрёму, который попросту отмахнулся от Рейналдо. Главный судья матча Клайв Томас был вынужден вмешаться и успокоить игроков. Наконец подача углового состоялась, и бразильский полузащитник Зико головой замкнул передачу, забив победный гол. Тем не менее тут же выяснилось, что во время полёта мяча в штрафную, буквально за секунду до гола, Клайв Томас дал свисток об окончании встречи. Бразильские игроки окружили валлийца, требуя засчитать гол, однако судья был непреклонен, матч завершился вничью, а Клайв Томас первым поспешил покинуть поле. В итоге для выхода в следующий раунд бразильцам нужно было во что бы то ни стало обыгрывать сборную Австрии. С большим трудом им это удалось, матч завершился со счётом 1:0, и сборная Бразилии заняла второе место.
В группе № 1 сыграли между собой сборные Италии, Аргентины, Венгрии, Франции, её назвалали «группой смерти». Французы и венгры проиграли свои матчи итальянцам и аргентинцам и лишились шансов на выход из группы. В заключительном матче хозяева чемпионата сборная Аргентины решали со сборной Италии судьбу первого и вторго места. Итальянцы выиграли со счётом 1:0 благодаря голу Роберто Беттеги и заняли первое место. В ничего не решающем матче Франция — Венгрия произошёл инцидент, из-за которого начало матча было отложено, так как обе команды прибыли на матч в форме одинакового белого цвета. В итоге игроки сборной Франции провели матч в форме клуба «Атлетико Кимбейра».

### Второй раунд
Группа А состояла полностью из европейских сборных (Нидерландов, Италии, ФРГ и Австрии). В первом туре голландцы растерзали сборную Австрии со счётом 5-1, а ФРГ и Италия сыграли вничью 0-0. Во втором туре Нидерланды играли с ФРГ и имели на немцев зуб за поражение в финале 1974 года. На этот раз немцы дважды вели в счёте, но футболисты Нидерландов оба раза отыгрывались и матч закончился голевой ничьей 2-2. Итальянцы же обыграли сборную Австрии 1:0. Перед последнем туром сборная ФРГ ещё сохраняла теоретические шансы занять 1 или 2 место. Для этого им нужно было обыграть потерявшую все шансы сборную Австрии. Однако, игроки сборной Австрии сумели настроиться на этот принципиальный для них матч и обыграли сборную ФРГ 3:2, что привело к вылету сборной ФРГ из борьбы за медали. Этот матч известен в истории футбола, как «Кордовское чудо». Команды Нидерландов и Италии по сути играли матч за выход в финал. В первом тайме голландский защитник Эрни Брандтс отправил мяч в собственные ворота и Италия повела 1:0, однако, во втором тайме он же пушечным ударом с дальней дистанции сравнял счёт, а затем дальний удар Ари Хана установил окончательный счёт — 2:1 в пользу сборной Нидерландов, которая вышла в финал во второй раз подряд. Защитник Нидерландов Эрни Брандтс стал первым футболистом в истории мировых первенств по футболу, который в одном матче забивал как в свои, так и в чужие ворота. Сборная Италии, во многом благодаря победе Австрии над ФРГ, стала второй в группе и получила право сыграть матч за третье место.
Во второй группе основное сражение за 1—2 места было между хозяйкой чемпионата сборной Аргентины и трёхкратным чемпионом мира сборной Бразилии. Очная встреча между ними завершилась безголевой ничьей. Перед последним туром Бразилия и Аргентина имели одинаковое количество очков, но разница забитых и пропущенных мячей была лучше у трёхкратных. В последнем матче они уверенно обыграли сборную Польши 3:1. Для того чтобы занять первое место, Аргентине необходимо было побеждать сборную Перу с разницей не менее чем в 4 мяча. Матч между аргентинцами и перуанцами состоялся 21 июня: уже после первого тайма Аргентина вела 2:0, а во втором тайме Леопольдо Луке и Марио Кемпес в течение минуты забили голы, сделав счёт, необходимый сборной Аргентины. Несмотря на это, футболисты не стали искушать судьбу, удерживая результат, и забили обескураженным перуанцам ещё дважды, установив окончательный счёт 6:0, который вывел хозяев первенства в финал. После этого матча бразильцы заявляли, что футболисты сборной Перу могли сдать матч. Официального расследования не проводилось, однако скандалы вокруг некоторых подозрительных результатов на двух последних чемпионатах мира привели к тому, что новый регламент проведения чемпионатов мира смог продержаться только два турнира, и следующий чемпионат мира в Испании в итоге проводился уже по другой формуле.
После чемпионата мира британец Дэвид Яллоп выпустил книгу «Как украли игру» (англ. How They Stole the Game), в которой утверждал, что матч сборных Аргентины и Перу носил договорной характер. Согласно версии Яллопа, стоявший во главе аргентинской хунты генерал Хорхе Видела через председателя оргкомитета чемпионата мира адмирала Карлоса Лакоста передал военным чиновникам Перу большую взятку, эквивалентную 50 млн долларов США, и ещё 35 тысяч тонн зерна, в обмен на нужный результат. По другой версии, упомянутой в той же книге, каждый из перуанских игроков получил 20 тысяч долларов наличными за сдачу матча. Хотя расследование ФИФА не проводилось, книгу запретили к продаже в Швейцарии, где находится штаб-квартира организации.

## Первый раунд
В первом раунде, или первой групповой стадии, сыграли 16 команд, разделённые на четыре группы по четыре команды в каждой. Каждая команда играла по три матча в группе. За победу команда получала два очка, за ничью — одно. Команды, занявшие в группах первое и второе место, выходили во второй раунд, или второй групповой этап.

### Группа 1
| Поз | Команда   | И | В | Н | П | МЗ | МП | РМ | О | Квалификация          |
| --- | --------- | - | - | - | - | -- | -- | -- | - | --------------------- |
| 1   | Италия    | 3 | 3 | 0 | 0 | 6  | 2  | +4 | 6 | Выход во второй раунд |
| 2   | Аргентина | 3 | 2 | 0 | 1 | 4  | 3  | +1 | 4 | Выход во второй раунд |
| 3   | Франция   | 3 | 1 | 0 | 2 | 5  | 5  | 0  | 2 |                       |
| 4   | Венгрия   | 3 | 0 | 0 | 3 | 3  | 8  | −5 | 0 |                       |

| Италия                        | 2:1     | Франция   |
| ----------------------------- | ------- | --------- |
| - Росси 29′ - Дзаккарелли 54′ | (отчёт) | Лякомб 1′ |

| Аргентина               | 2:1     | Венгрия  |
| ----------------------- | ------- | -------- |
| - Луке 15′ - Алонсо 83′ | (отчёт) | Чапо 10′ |

| Италия                                  | 3:1     | Венгрия           |
| --------------------------------------- | ------- | ----------------- |
| - Росси 34′ - Беттега 36′ - Бенетти 60′ | (отчёт) | А. Тот 81′ (пен.) |

| Аргентина                          | 2:1     | Франция     |
| ---------------------------------- | ------- | ----------- |
| - Пассарелла 45′ (пен.) - Луке 73′ | (отчёт) | Платини 60′ |

| Франция                                | 3:1     | Венгрия     |
| -------------------------------------- | ------- | ----------- |
| - Лопес 22′ - Бердолль 37′ - Рошто 42′ | (отчёт) | Зомбори 41′ |

| Аргентина | 0:1     | Италия      |
| --------- | ------- | ----------- |
|           | (отчёт) | Беттега 67′ |

### Группа 2
| Поз | Команда | И | В | Н | П | МЗ | МП | РМ  | О | Квалификация          |
| --- | ------- | - | - | - | - | -- | -- | --- | - | --------------------- |
| 1   | Польша  | 3 | 2 | 1 | 0 | 4  | 1  | +3  | 5 | Выход во второй раунд |
| 2   | ФРГ     | 3 | 1 | 2 | 0 | 6  | 0  | +6  | 4 | Выход во второй раунд |
| 3   | Тунис   | 3 | 1 | 1 | 1 | 3  | 2  | +1  | 3 |                       |
| 4   | Мексика | 3 | 0 | 0 | 3 | 2  | 12 | −10 | 0 |                       |

| ФРГ | 0:0     | Польша |
| --- | ------- | ------ |
|     | (отчёт) |        |

| Тунис                               | 3:1     | Мексика           |
| ----------------------------------- | ------- | ----------------- |
| - Кааби 55′ - Гоммид 79′ - Дуиб 87′ | (отчёт) | Васкес 45′ (пен.) |

| ФРГ                                                                 | 6:0     | Мексика |
| ------------------------------------------------------------------- | ------- | ------- |
| - Д. Мюллер 15′ - Х. Мюллер 30′ - Румменигге 38′ 73′ - Флоэ 44′ 89′ | (отчёт) |         |

| Польша   | 1:0     | Тунис |
| -------- | ------- | ----- |
| Лято 43′ | (отчёт) |       |

| ФРГ | 0:0     | Тунис |
| --- | ------- | ----- |
|     | (отчёт) |       |

| Польша                      | 3:1     | Мексика     |
| --------------------------- | ------- | ----------- |
| - Бонек 43′ 84′ - Дейна 56′ | (отчёт) | Ранхель 52′ |

### Группа 3
| Поз | Команда  | И | В | Н | П | МЗ | МП | РМ | О | Квалификация          |
| --- | -------- | - | - | - | - | -- | -- | -- | - | --------------------- |
| 1   | Австрия  | 3 | 2 | 0 | 1 | 3  | 2  | +1 | 4 | Выход во второй раунд |
| 2   | Бразилия | 3 | 1 | 2 | 0 | 2  | 1  | +1 | 4 | Выход во второй раунд |
| 3   | Испания  | 3 | 1 | 1 | 1 | 2  | 2  | 0  | 3 |                       |
| 4   | Швеция   | 3 | 0 | 1 | 2 | 1  | 3  | −2 | 1 |                       |

| Австрия                   | 2:1     | Испания  |
| ------------------------- | ------- | -------- |
| - Шахнер 9′ - Кранкль 76′ | (отчёт) | Дани 21′ |

| Швеция     | 1:1     | Бразилия     |
| ---------- | ------- | ------------ |
| Шёберг 37′ | (отчёт) | Рейналдо 45′ |

| Австрия            | 1:0     | Швеция |
| ------------------ | ------- | ------ |
| Кранкль 42′ (пен.) | (отчёт) |        |

| Бразилия | 0:0     | Испания |
| -------- | ------- | ------- |
|          | (отчёт) |         |

| Испания    | 1:0     | Швеция |
| ---------- | ------- | ------ |
| Асенси 75′ | (отчёт) |        |

| Бразилия            | 1:0     | Австрия |
| ------------------- | ------- | ------- |
| Роберто Динамит 40′ | (отчёт) |         |

### Группа 4
| Поз | Команда    | И | В | Н | П | МЗ | МП | РМ | О | Квалификация          |
| --- | ---------- | - | - | - | - | -- | -- | -- | - | --------------------- |
| 1   | Перу       | 3 | 2 | 1 | 0 | 7  | 2  | +5 | 5 | Выход во второй раунд |
| 2   | Нидерланды | 3 | 1 | 1 | 1 | 5  | 3  | +2 | 3 | Выход во второй раунд |
| 3   | Шотландия  | 3 | 1 | 1 | 1 | 5  | 6  | −1 | 3 |                       |
| 4   | Иран       | 3 | 0 | 1 | 2 | 2  | 8  | −6 | 1 |                       |

| Перу                           | 3:1     | Шотландия   |
| ------------------------------ | ------- | ----------- |
| - Куэто 43′ - Кубильяс 71′ 77′ | (отчёт) | Джордан 14′ |

| Нидерланды                            | 3:0     | Иран |
| ------------------------------------- | ------- | ---- |
| Ренсенбринк 40′ (пен.) 62′ 79′ (пен.) | (отчёт) |      |

| Шотландия             | 1:1     | Иран          |
| --------------------- | ------- | ------------- |
| Эскандарян 43′ (авт.) | (отчёт) | Данаифард 60′ |

| Нидерланды | 0:0     | Перу |
| ---------- | ------- | ---- |
|            | (отчёт) |      |

| Перу                                               | 4:1     | Иран       |
| -------------------------------------------------- | ------- | ---------- |
| - Веласкес 2′ - Кубильяс 36′ (пен.) 39′ (пен.) 79′ | (отчёт) | Ровшан 41′ |

| Шотландия                              | 3:2     | Нидерланды                         |
| -------------------------------------- | ------- | ---------------------------------- |
| - Далглиш 44′ - Геммилл 47′ (пен.) 68′ | (отчёт) | - Ренсенбринк 34′ (пен.) - Реп 71′ |

## Второй раунд
В втором раунде, или второй групповой стадии, сыграли восемь команд, разделённые на две группы по четыре команды в каждой. Каждая команда играла по три матча в группе. За победу команда получала два очка, за ничью — одно. Команды, занявшие в группах первое и второе место, выходили в плей-офф: победители групп квалифицировались в финал, а занявшие второе место получали право сыграть в матче за третье место.

### Группа A
| Поз | Команда    | И | В | Н | П | МЗ | МП | РМ | О | Квалификация         |
| --- | ---------- | - | - | - | - | -- | -- | -- | - | -------------------- |
| 1   | Нидерланды | 3 | 2 | 1 | 0 | 9  | 4  | +5 | 5 | Выход в финал        |
| 2   | Италия     | 3 | 1 | 1 | 1 | 2  | 2  | 0  | 3 | Матч за третье место |
| 3   | ФРГ        | 3 | 0 | 2 | 1 | 4  | 5  | −1 | 2 |                      |
| 4   | Австрия    | 3 | 1 | 0 | 2 | 4  | 8  | −4 | 2 |                      |

| Нидерланды                                                                  | 5:1     | Австрия       |
| --------------------------------------------------------------------------- | ------- | ------------- |
| - Брандтс 6′ - Ренсенбринк 35′ (пен.) - Реп 36′ 53′ - В. ван де Керкхоф 82′ | (отчёт) | Обермайер 79′ |

| ФРГ | 0:0     | Италия |
| --- | ------- | ------ |
|     | (отчёт) |        |

| ФРГ                           | 2:2     | Нидерланды                        |
| ----------------------------- | ------- | --------------------------------- |
| - Абрамчик 3′ - Д. Мюллер 70′ | (отчёт) | - Хан 27′ - Р. ван де Керкхоф 84′ |

| Италия    | 1:0     | Австрия |
| --------- | ------- | ------- |
| Росси 14′ | (отчёт) |         |

| Австрия                              | 3:2     | ФРГ                                |
| ------------------------------------ | ------- | ---------------------------------- |
| - Фогтс 59′ (авт.) - Кранкль 66′ 87′ | (отчёт) | - Румменигге 19′ - Хёльценбайн 68′ |

| Нидерланды              | 2:1     | Италия             |
| ----------------------- | ------- | ------------------ |
| - Брандтс 50′ - Хан 75′ | (отчёт) | Брандтс 18′ (авт.) |

### Группа B
| Поз | Команда   | И | В | Н | П | МЗ | МП | РМ  | О | Квалификация         |
| --- | --------- | - | - | - | - | -- | -- | --- | - | -------------------- |
| 1   | Аргентина | 3 | 2 | 1 | 0 | 8  | 0  | +8  | 5 | Выход в финал        |
| 2   | Бразилия  | 3 | 2 | 1 | 0 | 6  | 1  | +5  | 5 | Матч за третье место |
| 3   | Польша    | 3 | 1 | 0 | 2 | 2  | 5  | −3  | 2 |                      |
| 4   | Перу      | 3 | 0 | 0 | 3 | 0  | 10 | −10 | 0 |                      |

| Бразилия                           | 3:0     | Перу |
| ---------------------------------- | ------- | ---- |
| - Дирсеу 15′ 28′ - Зико 73′ (пен.) | (отчёт) |      |

| Аргентина      | 2:0     | Польша |
| -------------- | ------- | ------ |
| Кемпес 16′ 71′ | (отчёт) |        |

| Польша     | 1:0     | Перу |
| ---------- | ------- | ---- |
| Шармах 65′ | (отчёт) |      |

| Аргентина | 0:0     | Бразилия |
| --------- | ------- | -------- |
|           | (отчёт) |          |

| Бразилия                                | 3:1     | Польша   |
| --------------------------------------- | ------- | -------- |
| - Нелиньо 12′ - Роберто Динамит 57′ 63′ | (отчёт) | Лято 45′ |

| Аргентина                                                     | 6:0     | Перу |
| ------------------------------------------------------------- | ------- | ---- |
| - Кемпес 21′ 48′ - Тарантини 43′ - Луке 50′ 72′ - Хаусман 67′ | (отчёт) |      |

## Плей-офф

### Матч за третье место
| Бразилия                   | 2:1     | Италия     |
| -------------------------- | ------- | ---------- |
| - Нелиньо 64′ - Дирсеу 72′ | (отчёт) | Каузио 38′ |

### Финал
| Аргентина                        | 3:1 (доп. вр.) | Нидерланды   |
| -------------------------------- | -------------- | ------------ |
| - Кемпес 38′ 105′ - Бертони 115′ | (отчёт)        | Наннинга 82′ |

| Чемпион мира по футболу 1978 |
| Аргентина Первый титул       |

Впервые  за всю историю мировых чемпионатов ФИФА официально опредилила лучших игроков первенства-78 и вручила призы лучшим бомбардирам.

Лучший игрок  чемпионата определялся по наивысшей сумме очков , присуждаемых членами оргкомитета, представителями ФИФА и журналистами.     приз («Золотой мяч») — Марио Кемпес - 87 очков. «Серебрянный мяч» Паоло Росси - 39 очков, «Бронзовый мяч» —  Дирсеу  - 18 очков.

«Приз за самый быстрый гол»
Этот приз был учрежден фирмой «Seiko».
Первый приз Бернар Лякомб (Франция) на 38-секунде с Италией вручены золотые часы «Seiko» стоимостью две тысячи долларов.
Второй приз Хосе Веласкес (Перу) с Ираном через 1 минуту 51 секунду.
Третий приз Рюдигер Абрамчик (Германия) с Голландией через 2 минуты 44 секунды.
Четвертый - Эрни Брандтс (Голландия), забившему гол в ворота австрийцев через 6 минут 23 секунды.
пятый Карой Чапо (Венгрия) с Аргентиной  через 9 минут 2 секунды.
шестой Вальтеру Шахнеру (Австрия) с Испанией через 9 минут 37 секунд.
Все пятеро получили специальные ценные кварцевые  хронометры фирмы «Seiko».

## Бомбардиры
На турнире было забито 102 гола 62 разными игроками, три из них были забиты в свои ворота.
6 голов
- Марио Кемпес «Золотая бутса»

5 голов
- Роб Ренсенбринк «Бронзовая бутса» (4 с пенальти).
- Теофило Кубильяс «Серебрянная бутса» (2 с пенальти).

4 гола
- Леопольдо Луке
- Ханс Кранкль

3 гола
- Дирсеу
- Роберто Динамит
- Паоло Росси
- Джонни Реп
- Карл-Хайнц Румменигге

2 голов
- Даниэль Бертони
- Нелиньо
- Роберто Беттега
- Эрни Брандтс
- Ари Хан
- Збигнев Бонек
- Гжегож Лято
- Арчи Геммилл
- Хайнц Флоэ
- Дитер Мюллер

1 гол
- Рене Хаусман
- Даниэль Пассарелла
- Альберто Тарантини
- Эрих Обермайер
- Вальтер Шахнер
- Рейналдо
- Зико
- Марк Бердолль
- Бернар Лякомб
- Кристиан Лопес
- Мишель Платини
- Доминик Рошто
- Карой Чапо
- Андраш Тот
- Шандор Зомбори
- Ирадж Данаифард
- Хассан Ровшан
- Ромео Бенетти
- Франко Каузио
- Ренато Дзаккарелли
- Виктор Ранхель
- Артуро Айяла[англ.]
- Дик Наннинга
- Вилли ван де Керкхоф
- Рене ван де Керкхоф
- Сесар Куэто
- Хосе Веласкес
- Казимеж Дейна
- Анджей Шармах
- Кенни Далглиш
- Джо Джордан
- Хуан Мануэль Асенси
- Дани
- Томас Шёберг
- Мохтар Дуиб
- Нежиб Гоммид
- Али Кааби
- Рюдигер Абрамчик
- Бернд Хёльценбайн
- Ханси Мюллер

Автоголы
- Андраник Эскандарян (против Шотландии)
- Эрни Брандтс (против Италии)
- Берти Фогтс (против Австрии)